# Monumenta Judaica
Die Monumenta Judaica. 2000 Jahre Geschichte und Kultur der Juden am Rhein war die erste große Ausstellung zur jüdischen Religion und Kunst bezogen auf den geografischen Raum des Rheinlands zwischen Basel und Emmerich.
Die Ausstellung wurde vom 15. Oktober 1963 bis zum 15. März 1964 im Kölnischen Stadtmuseum gezeigt. Mit 2200 dokumentierenden Exponaten aus 15 Ländern gab sie einen umfassenden Überblick über das Geistes- und Gemeindeleben der Juden am Rhein zwischen Basel und Emmerich im Laufe von 2000 Jahren.
Die Exponate stammten aus öffentlichen Bibliotheken und Museen in Washington, dem Vatikan, Moskau, London, Wien, Kopenhagen, Budapest, Amsterdam und deutschen Einrichtungen. Die jüdischen Museen in New York und Cincinnati hatten sich nicht beteiligt, ebenso wenig die Schocken-Sammlung in Israel. Auch Sammlungen von Privatpersonen wurden in der Ausstellung gezeigt, darunter die Judaica-Sammlung von Eduard Hoffmann-Krayer, dem sogenannten ‚Vater der Schweizer Volkskunde‘.
Monumenta Judaica inspirierte die Gründung des Jüdischen Museums der Schweiz 1966.

## Hintergrund
Ein wesentlicher Grund für die Initiierung der Ausstellung waren die antisemitischen Schmierereien an der Kölner Synagoge in der Roonstrasse im Dezember 1959, die den Auftakt einer Welle von antisemitischen Vorfällen innerhalb der Bundesrepublik darstellten. Die Notwendigkeit, Menschen zu unterrichten und Informationen rund um das Judentum zu vermitteln, führte zu der Überzeugung, die 1960/61 in Recklinghausen gezeigte Ausstellung nach Köln holen zu sollen. Allerdings entschieden sich die politisch Verantwortlichen dann für eine neue Sonderausstellung, die zwei Jahre lang unter der Leitung von Konrad Schilling vorbereitet wurde. Anders als die Synagoga, die erste umfassende Ausstellung zum Judentum in der Nachkriegszeit, die vor allem prächtige jüdische Kultgegenstände zeigte, waren die Monumenta Judaica mehr auf die regionalgeschichtlichen Ausstellungen der Weimarer Zeit ausgerichtet, insbesondere auf die jüdische Abteilung im Rahmen der Jahrtausendausstellung des Rheinlandes 1925.

## Publikationen
Der Herausgeber des Katalogs und des Handbuchs, Konrad Schilling, würdigt die Verdienste der Monumenta Judaica um die Ausstellung jüdischer Kult- und Kunstgegenstände, die eine Sektion der Rheinischen Jahrtausendausstellung 1925 in Köln bildete. Die Organisatoren dieser jüdischen Abteilung, Adolf Kober und  Elisabeth Moses, veröffentlichten eine reich bebilderte Ausstellungsübersicht in einem Sonderheft des Rheinischen Vereins für Denkmalpflege und Heimatschutz, Düsseldorf, 1931. Die Monumenta Judaica hatte auch Materialien der Synagoga-Ausstellungen in Recklinghausen (November 1960-Januar 1961) und Frankfurt am Main (Mai – Juli 1961) aufgenommen. Ihr Katalog wurde 1961 in Frankfurt am Main veröffentlicht. Monumenta Judaica war wesentlich umfangreicher als Synagoga.
Von den 20 Kapiteln des Handbuchs ist der größte Teil einem historischen Überblick über das Leben der jüdischen Gemeinden im Rheinland gewidmet, einige Kapitel befassen sich mit speziellen Themen, wie ‚Das jüdische Religionsjahr‘, jüdische Wohlfahrt, Einfluss der hebräischen Bibel auf die christliche Kunst, die Makkabäer als christliche Märtyrer, der Beitrag jüdischer Künstler und Schriftsteller zum deutschen Kulturleben. Der Katalog ist nach demselben Schema aufgebaut und die Autoren sind in beiden Bänden dieselben. Unter den 15 Mitarbeitern sind Günther Ristow, Pater Willehad Eckert, Fried Mühlberg, Eleonore Sterling, Peter Bloch, Wilhelm Treue, Ernst L. Ehrlich, E. G. Lowenthal, Hendrik G. van Dam, Ernst Roth und E. Schereschewski, Rabbiner von Köln und Münster, zu nennen, der auch als Berater fungierte. Das Handbuch ist mit ausführlichen Fußnoten, Bibliographien und einem Index versehen.

## Finanzierung
Die Ausstellung trugen die Stadt Köln mit finanzieller Unterstützung der Bundes- und der Landesregierung. Der Westdeutsche Rundfunk trug durch Spenden viel zum Gelingen bei. Von den Gesamtkosten steuerte die Stadt Köln ein Drittel bei. Ein weiteres Drittel wurde durch den Verkauf von Handbuch und Katalog und den Eintritten eingenommen. Das letzte Drittel schließlich waren die Zuwendungen von Bund, Land und Rundfunk.

## Schwerpunktthemen
Der Bildungsauftrag war den Organisatoren der Ausstellung besonders wichtig. Das Zusammenleben der jüdischen Minderheit und der christlichen Mehrheit, die gegenseitige Befruchtung der Religionen und Kulturen sowie die Überwindung der ideologischen Sichtweise des Judentums aus der NS-Zeit waren ebenfalls zentrale Themen. Die Entwicklungsrichtlinien der Ausstellung können als modern und auch heute noch aktuell bezeichnet werden:
- Darstellung vom innerjüdischen Standpunkt aus
- Vielfältigkeit der Umwelteinflüsse auf das Schicksal der jüdischen Minderheit
- Vermeidung des Eindrucks, als sei jüdische Geschichte nur Verfolgungsgeschichte
- Darstellung des Lebens auch der „kleinen Leute“, nicht nur Lebensgeschichten Prominenter.[8]

## Zielgruppe und Besucherzahlen
Nach dem Bericht von Konrad Schilling besuchten 114.450 Personen die Ausstellung, darunter Gruppen aus Religionseinrichtungen, aus dem Bildungswesen, der Streitkräfte sowie der Politik, z. B. der Präsident der Bundesrepublik Deutschland Heinrich Lübke, Kardinal Frings, Moshe Sharett, Nahum Goldmann, Israel Goldstein und Siegfried Moses.
Den Ausstellungsmachern und -organisatoren lag eine Adressatengruppe besonders am Herzen: die Jugendlichen. Die Besucherzahlen belegten den Erfolg dieser Bemühungen: Über 61 Prozent der Besucher, 70.232 Personen, waren Jugendliche und junge Erwachsene.
Curt C. Silbermann hatte diesbezüglich folgendes in der deutsch-jüdischen Exilzeitung Aufbau (7. Februar 1964) geschrieben:
„[…] Von dem Frohsinn junger Menschen war im Museum nichts zu verspüren; sie waren außerordentlich ernst und fühlten sich einigermaßen unsicher in einer Umgebung, die ihnen fremd oder vom Elternhaus verzerrt geschildert war. Wenn man diese Gruppe junger Menschen als Maßstab nehmen kann, so ergibt sich als positives Resultat, daß diese Jugend den Kontakt sucht, um zu lernen und um sich eine unabhängige, d. h. von ihrem Elternhaus unabhängige Vorstellung zu machen. Dabei muß zugegeben werden, daß eine Begegnung mit Museumsobjekten trotz aller guten Erklärung durch Wort und Schrift nicht eine Begegnung mit dem lebenden Organismus ersetzen kann. Deshalb ist es auch schwierig für die jungen Besucher, hinter den Ausstellungsgegenständen die so dokumentierte Vergangenheit zu rekonstruieren.“
Die schweizerische Radiosendung Echo der Zeit berichtete am 10. Oktober 1963 folgendes:
„Die Ausstellung ‚Monumenta Judaica‘ im Kölner Stadtmuseum zieht vor allem zwei Lebensalter an, die älteren Leute über sechzig, auf der Spur ihrer Erinnerungen, und die Jungen zwischen sechzehn und fünfundzwanzig, die wissen wollen, was es mit den Juden in Deutschland nun wirklich auf sich hatte. Diese Jungen wollen Dokumente sehen - und das wollen die Alten auch. Die mittlere Generation fehlt fast ganz. Soziologisch ist auffallend: Die Jungen, die kommen, sind fast alle Schüler oder Studenten. Auch unter den Älteren kaum ein Arbeiter.“

## Rezeption und Vermächtnis
Die Kölner Ausstellung hat zahlreiche Besprechungen in der nationalen und internationalen Presse erhalten. So schrieb die deutsche Tageszeitung Die Welt am 19. Oktober 1963:
„… Die Ausstellung will weder anklagen noch ‚wiedergutmachen‘; sie will ganz einfach die Wahrheit aufdecken und zu ihr hinführen, sie will durch Fakten, Dokumente und ‚Monumente‘ belehren und erziehen. Ihr Ziel ist Toleranz, nicht Mitleid und auch nicht Scham allein. Toleranz und Vorurteilslosigkeit als Vorbedingungen für echte Mitmenschlichkeit und gegenseitiges Verständnis.“
Die Türkisch-Deutsche Post berichtete am 18. November 1963, dass „keine Stadt so dazu berufen ist, das jüdische Erbe in Deutschland zu prägen, wie Köln. Mit der Ausstellung „Monumenta Judaica“ hat sie eine Dokumentation zusammengetragen, die dieser Aufgabe gerecht wird“.
Die New Yorker Staats-Zeitung schrieb am selben Tag folgendes: „Eine Form geistiger Wiedergutmachung, die sich in ihrer nachhaltigen Wirkung vielleicht noch segensreicher auf das deutsch-jüdische Verhältnis auswirken wird als manche materielle Entschädigung.“
Die Stimmen aus den Niederlanden, die die Abschwächung der Nazi-Zeit bemerken, waren kritischer. In der Wochenendbeilage der Zeitung Nieuwe Rotterdamsche Courant vom 7. Dezember 1963 heißt es, man könne die Organisatoren der ‚Monumenta Judaica‘ nur bewundern, wenn man die Ausstellung besuche. Wenn man die Ausstellung betritt, fragt man sich, ob die Organisatoren den teuflischen Versuchen des Dritten Reiches, das jüdische Volk zu vernichten, genügend Aufmerksamkeit geschenkt haben. Man kann sich jedoch des Eindrucks nicht erwehren, dass die Beschämung eine repressive Wirkung hatte. Obwohl der Abschnitt über die Nazizeit etwas versteckt ist, kann man ihn nicht übersehen, wenn man systematisch durch die Ausstellung geht.
Im Mitteilungsblatt (MB), einer kleinen, in Israel herausgegebenen deutschsprachigen Wochenzeitung des Irgun Olej Merkas Europa (Organisation der Einwanderer aus Mitteleuropa), wurden im Februar 1964 drei kritische Rezensionen abgedruckt, unter anderem verfasst von Shaul Esh und Heinreich Strauss. Generalsekretär Konrad Schilling reagierte hierauf am 13. März 1964 mit einer Antikritik.
Eines der Vermächtnisse der Monumenta Judaica war die Entstehung des Jüdischen Museums der Schweiz. Es wurde 1966 als erstes Museum im deutschsprachigen Raum nach dem Zweiten Weltkrieg gegründet, nachdem Mitglieder des jüdischen Vereins Espérance (eine Beerdigungsgesellschaft, oder Chewra Kadischa) vom Besuch der Ausstellung zur Gründung eines jüdischen Museums inspiriert waren.
Anlässlich des 60. Jahrestages der Ausstellung veröffentlichte das Jüdische Museum der Schweiz am 16. Oktober 2023 einen Beitrag.